# Viron Toska
Viron Toska (ur. ?, zm. 4 listopada 2020 w Tiranie) – albański koszykarz. W 1978 roku dołączył do klubu Flamurtari Wlora, a w latach 2002–2020 był trenerem żeńskiej sekcji koszykarskiej tegoż klubu. Zmarł z powodu COVID-19.